# Nicholas Georgiade
Nicholas Georgiade, né le 25 mars 1933 à New York et mort le 19 décembre 2021 à Las Vegas, est un acteur américain.

## Filmographie
- 1959 : Les Incorruptibles défient Al Capone (The Scarface Mob) (TV) : Hood Punched by Ness
- 1960 à 1963 : Les Incorruptibles série TV  : Enrico Rossi
- 1963 : Un monde fou, fou, fou, fou (It's a Mad Mad Mad Mad World) de Stanley Kramer : Detective at Grogan's crash site
- 1964 : La Edad de la violencia : Gangster
- 1966 : Run Buddy Run (série TV) : Wendell
- 1968 : The Young Runaways (en) : Driver
- 1971 : Technique pour une vengeance (El sabor de la venganza) d'Alberto Mariscal : Neil Robertson
- 1973 : Poor Devil (TV) : Bob Younger
- 1973 : Stacey : Matthew
- 1979 : Seven : Niko
- 1985 : Delta Pi : Cupcake
- 1987 : Kojak: The Price of Justice (TV) : Detective
- 1988 : Picasso Trigger : Schiavo
- 1990 : Poker d'amour à Las Vegas ("Lucky/Chances") (feuilleton TV) : N.Y. Detective
- 1993 : Proposition indécente (Indecent Proposal) : Croupier
- 1993 : Fit to Kill : Nick the Robber